# Griesbach (Schneeberg)
Griesbach ist seit dem 17. Dezember 1951 ein Stadtteil von Schneeberg im sächsischen Erzgebirgskreis in Deutschland.

## Geographie

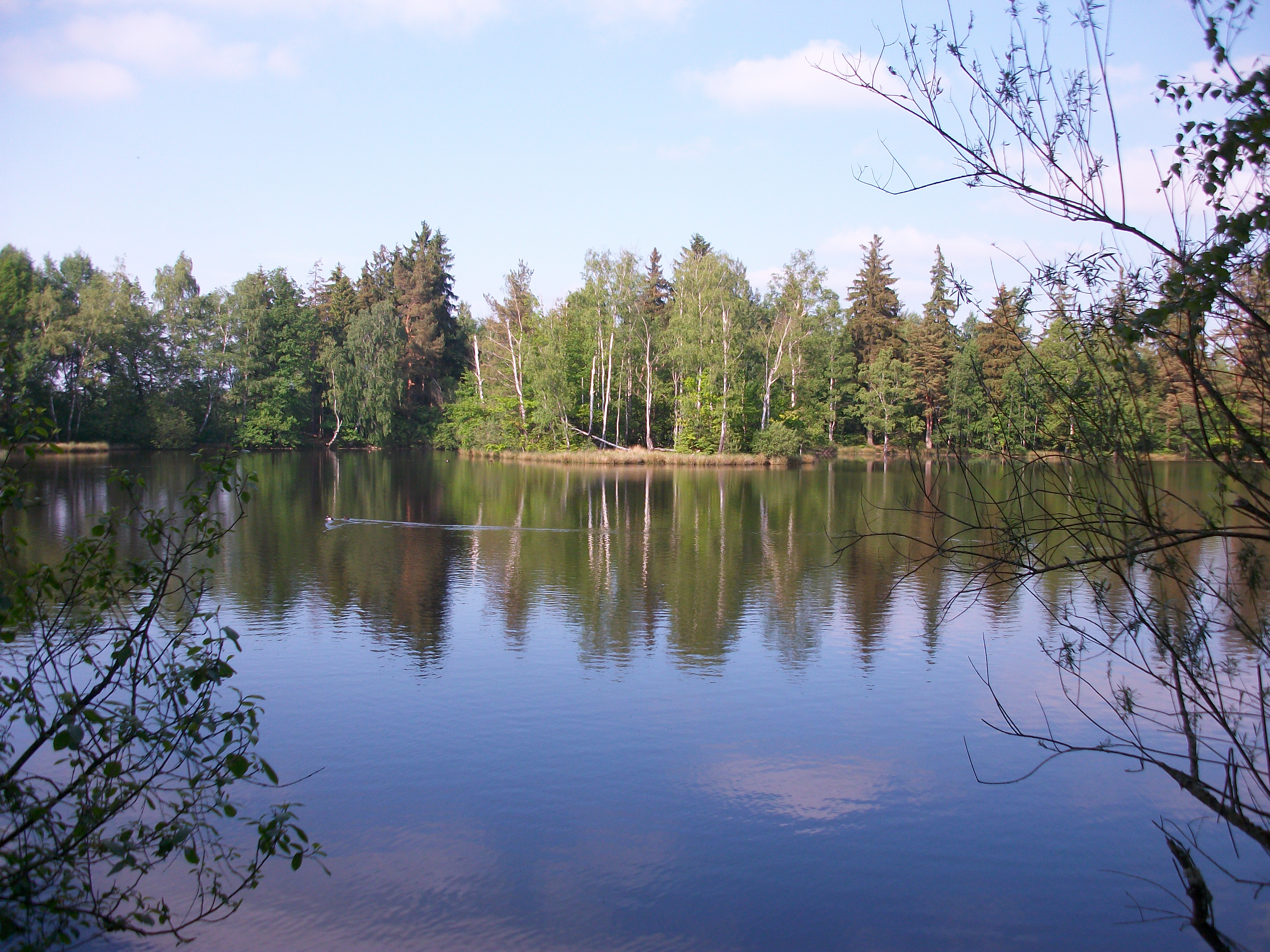
Ziegelteich bei Griesbach

### Geographische Lage und Verkehr
Griesbach liegt im Westerzgebirge am von den Nordwestwinden geschützten Osthang der 578 Meter hohen Griesbacher Höhe. Hier befindet sich das Quellgebiet des Schlemabachs, welcher als „Knappschaftsbach“ in Richtung Lindenau fließt. Durch Griesbach fließt der gleichnamige Bach, der am Ziegelteich beim Keilberg entspringt und in den Schlemabach entwässert. In der Ortsflur von Griesbach befinden sich Teile des Mühlberges (520 m) und des Hartmannsdorfer Forsts. In der Griesbacher Gemarkung befinden sich zahlreiche Teiche, von denen der Ziegelteich, der Herrenteich und der Roßnertech die größten sind.
Den Ort Griesbach tangiert die Bundesstraße 93 in Richtung Zwickau, von welcher in der nordwestlichen Gemarkung der Autobahnzubringer (Ortsumgehung Kirchberg) zur Bundesautobahn 72 (Anschlussstelle Zwickau-West) abzweigt.

### Nachbarorte
|                                                     | Weißbach mit Hermannsdorf                   | Langenbach |
| Hartmannsdorf bei Kirchberg (Hartmannsdorfer Forst) | Kompassrose, die auf Nachbargemeinden zeigt | Schneeberg |
| Lindenau                                            | Neustädtel                                  |            |

## Name des Ortes
Der Griesbach scheint namensgebend für die Gemeinde gewesen zu sein. Der Name wird als Siedlung an einem Bach mit sandigem Ufer gedeutet.

## Geschichte

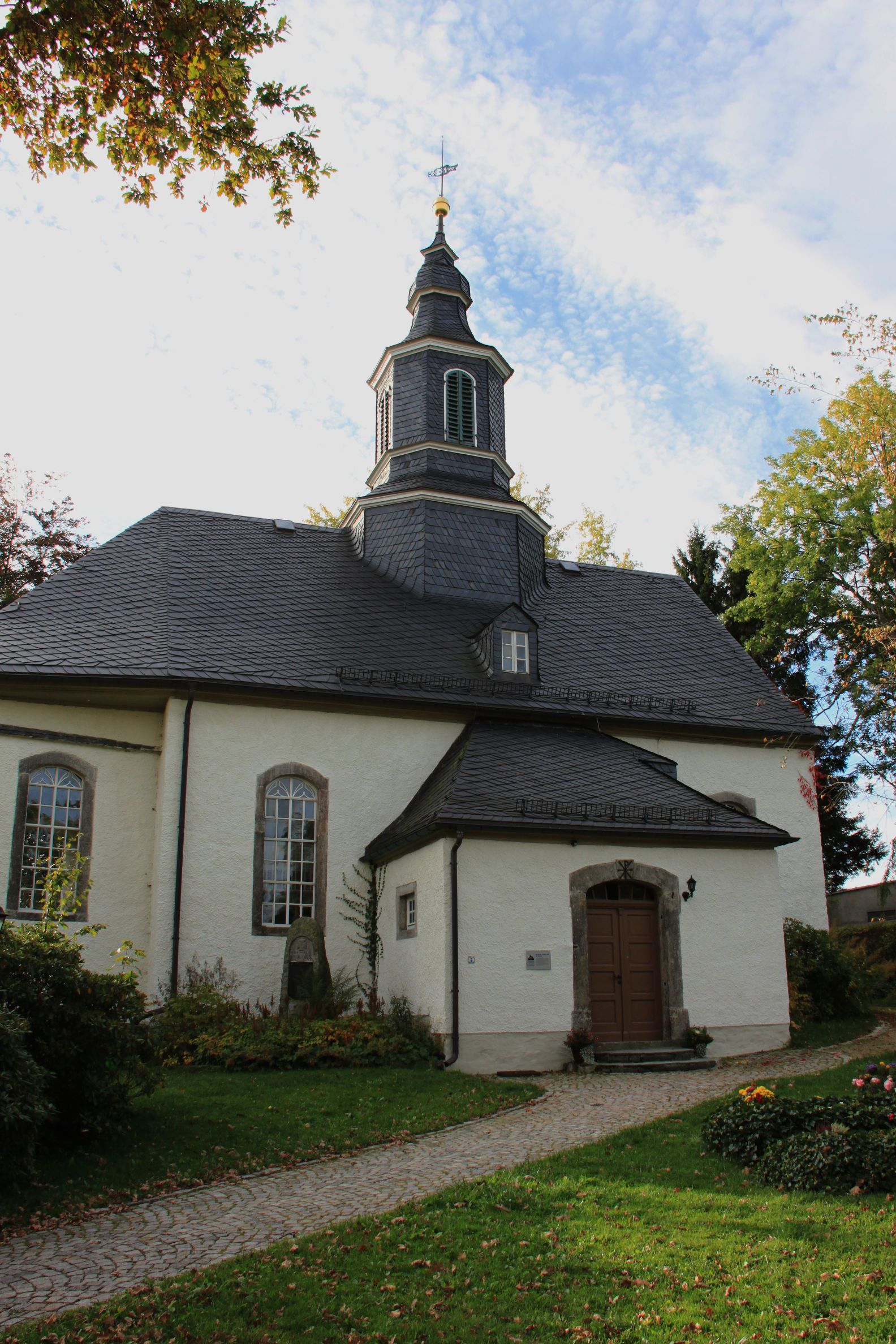
Kirche St. Georg und St. Martin in Griesbach

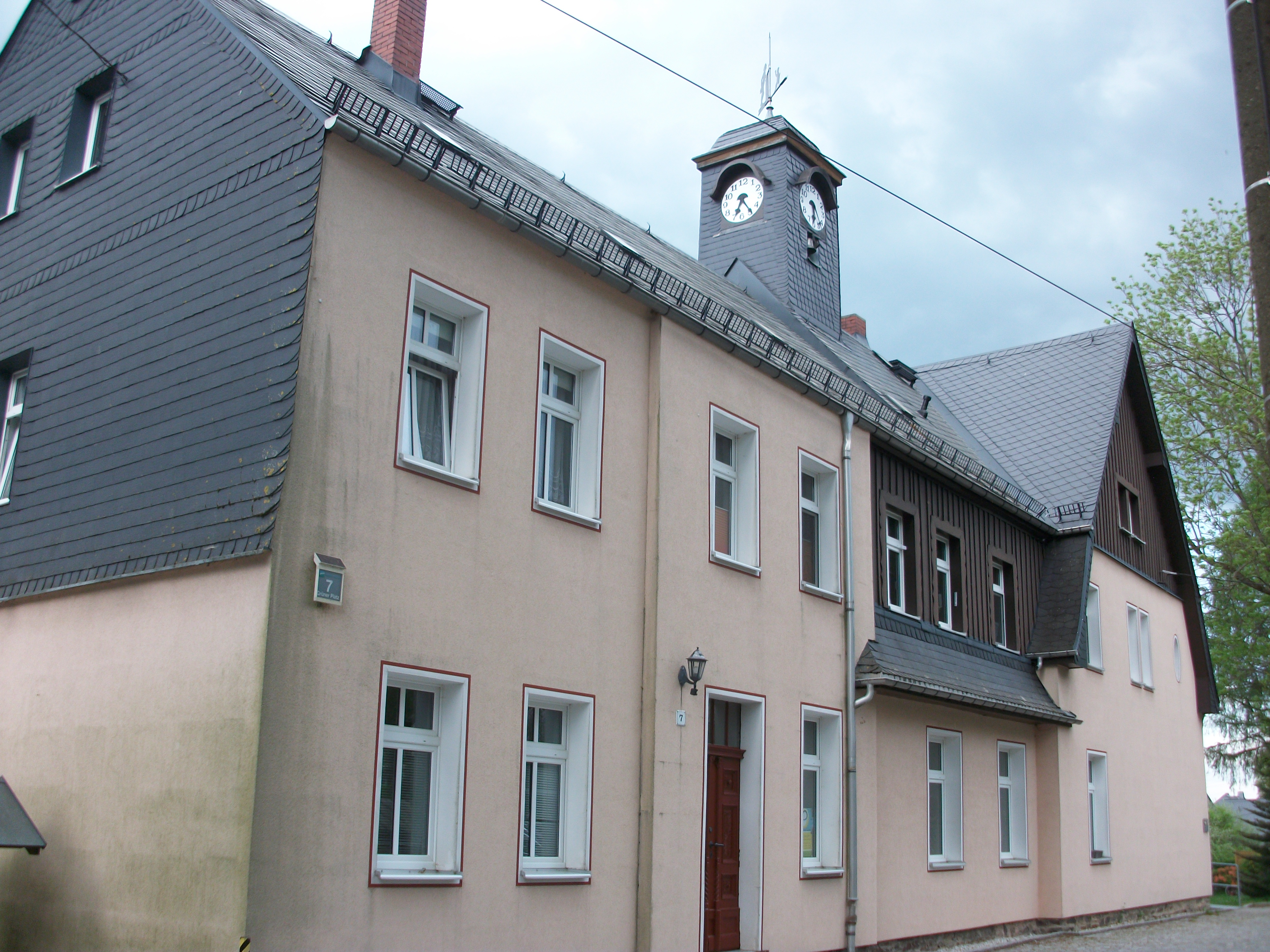
Ehemalige Schule Griesbach

Als Grysbach wird der Ort 1386 erstmals urkundlich erwähnt. Die Kirche, umliegende Strukturen und Gebäude lassen darauf schließen, dass die Ortschaft gegen 1100 zusammen mit Klösterlein Zelle in Aue entstand und damit weit älter ist als die umliegenden Ortschaften. Ungefähr 25 Jahre später kamen die Siedlungen Scheibe, Lindennawe und Zschorlawe dazu. Die Dorfkirche befindet sich im oberen Ortsteil und weist romanische Teile auf. Die ehemalige Pfarrkirche Griesbach war zwischen 1413 und 1857 die längste Zeit über eine Tochterkirche von Neustädtel, seit 1857 ist sie eine Filialkirche von St. Wolfgang in Schneeberg. Noch vor dem Aufblühen des Bergbaues im benachbarten Schneeberg fiel eine Hälfte von Griesbach an die Edlen Herren von Planitz, die andere an die Fundgrübner zu St. Georg und über diese 1495 an Schneeberg.
Der gesamte Ort wurde 1503 ein Ratsdorf der Stadt Schneeberg, von wo aus die Verwaltung des Dorfes erfolgte. Wie Schneeberg gehörte Griesbach zum Amt Schwarzenberg im Erzgebirgischen Kreis des Kurfürstentums und späteren Königreichs Sachsen. Erst spät (ab 1705) beginnt in Griesbach der Bergbau. Zu Beginn des 19. Jahrhunderts gab es hier neben der Kirche eine Schule, 44 Häuser und 240 Einwohner. Unter den letzteren waren 29 Bauern und 15 Häusler, die vom Feldbau, der Viehzucht und der Handarbeit lebten. Die weiblichen Bewohner beschäftigten sich auch mit Spitzenklöppeln.
Die erste Schule wurde 1817 gebaut. 1839 wird Griesbach wieder eigenständiges Dorf. In der 1878 erbauten Schule fand bis 1969 Schulbetrieb statt.
Im Sommer 1945 war Griesbach wie der gesamte Landkreis Schwarzenberg 6 Wochen unbesetzt (siehe dazu Freie Republik Schwarzenberg). Infolge der Bildung des Stadtkreises Schneeberg wurde Griesbach im Jahre 1951 nach Schneeberg eingemeindet. Nach dessen Auflösung im Jahr 1958 gehörte Griesbach als Stadtteil der Bergstadt Schneeberg zum Kreis Aue, ab 1994 zum Landkreis Aue-Schwarzenberg und seit 2008 zum Erzgebirgskreis.

## Religion
In Griesbach sind zwei Kirchgemeinden ansässig:
- ev.-luth. Kirchgemeinde „St. Georg und St. Martin“.[1] Sie ist die älteste Kirche der Region. Die Kirche ist eine Tochtergemeinde der Schneeberger Kirchgemeinde St. Wolfgang.
- Neuapostolische Kirche. Die Schneeberger Neuapostolische Gemeinde baute in den 1990er Jahren ein neues Kirchgebäude im Stadtteil Griesbach.

Zur Christmette am Morgen des 1. Weihnachtstages wird in der ev.-luth. Kirche zu Griesbach ein altes Krippenspiel mit traditioneller Weissagung aufgeführt, in dem Gesang und gesprochene Rollen wechseln. An diesem Ereignis nehmen auch viele Besucher aus dem benachbarten Lindenau teil.

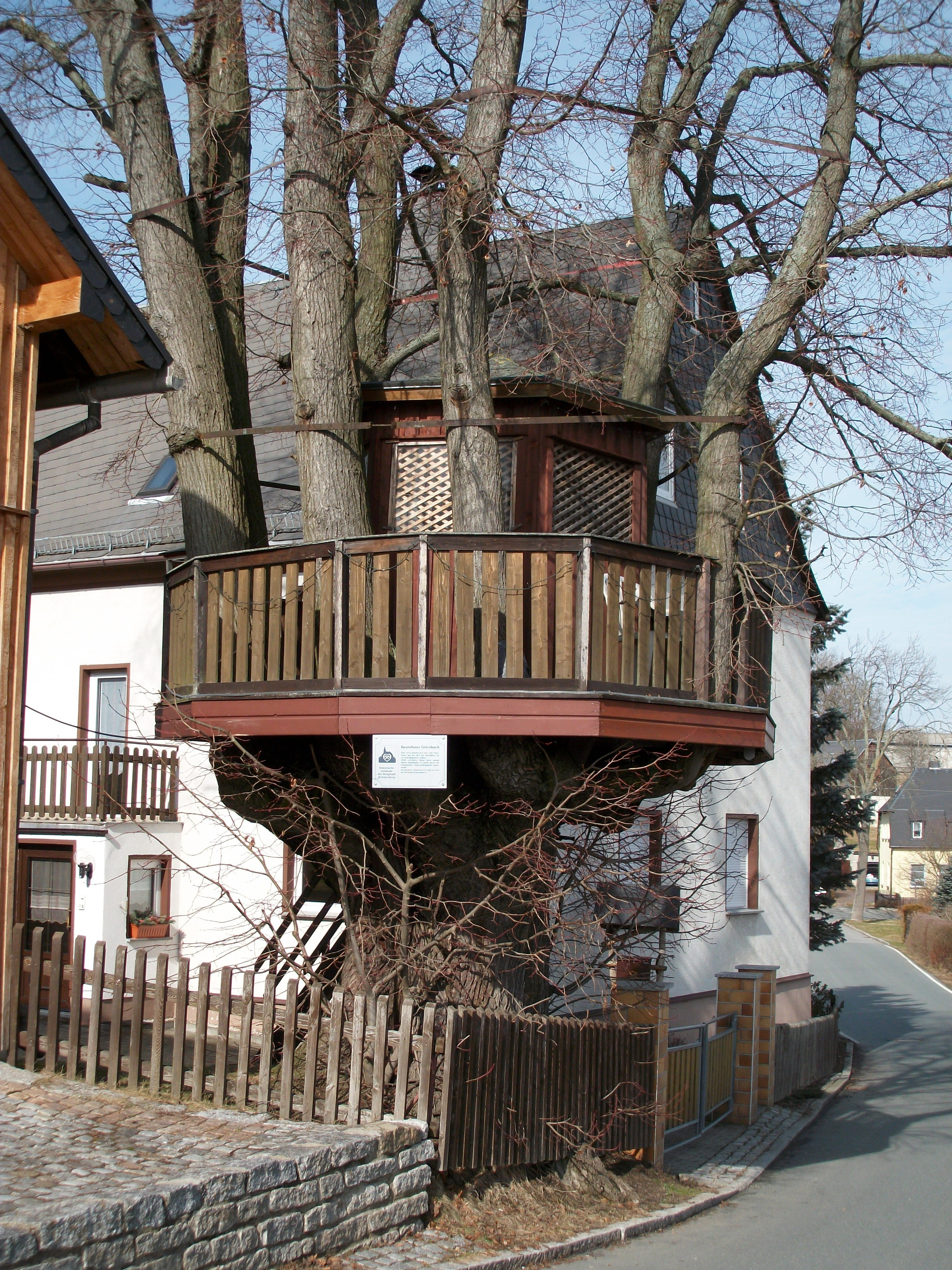
Baumhaus in Griesbach

### Söhne und Töchter des Ortes
- Kurt Kieß (1914–1970), SED-Parteifunktionär
- Helmut Neef (1920–2000), Philosoph